# 波利比烏斯

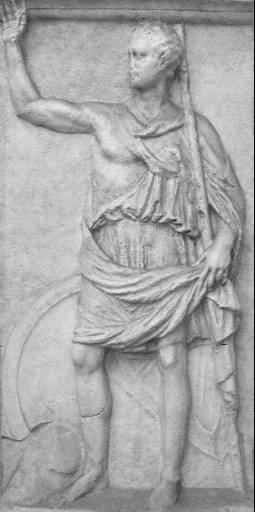
波利比烏斯

波利比烏斯（希臘語：Πολύβιος，Polýbios；前200年－前118年）生於伯罗奔尼撒的迈加洛波利斯，希腊化时代的政治家和歷史學家，以《歷史》一書留名傳世，原書40卷，只有前5卷傳世和其他部分的一些片段传世，記敘地中海周邊的歷史，尤其著中於羅馬共和國的崛起。他在密碼學上也有建樹，「波利比烏斯方表」即以他命名。
波利比烏斯出生西元前三世紀要結束之際，確切時間不明。出生地位於伯罗奔尼撒半島中部的迈加洛波利斯，屬於阿凱亞同盟的一部分。其父萊可塔斯（Lycortas）活躍於阿凱亞聯邦政治圈。:v前182年，波利比烏斯曾獲挑選恭捧當時最傑出的阿凱亞人物——菲洛波義曼的骨灰罈，這在當時屬於殊榮。:v前181年，波利比烏斯入選為赴埃及的使節團。但因為埃及國王的駕崩，因此取消行程。:v
在接下來十年，其生平難以知道。唯確定在前170年到前169年間，波利比烏斯已重要到被選為阿凱亞聯盟的騎兵長官，他於前167年開始當作亞該亞聯盟的人質而帶到羅馬16年，受到羅馬將領小西庇阿的庇護。曾於前151年隨小西庇阿前往西班牙與非洲。:124在羅馬期間波利比烏斯觀察羅馬的各類制度。他極為推崇羅馬人的政治制度，他認為那是融合了君主制、貴族政治、平民政治的優點，他相信羅馬人的興起是勢之所趨，他的《歷史》即旨在向他的希臘同胞說明這點。
前150年，被羈留的阿凱亞人獲釋回家。包括波利比烏斯。但當他回家不久，就收到朋友召喚前往當時正在被圍攻的迦太基與小西庇阿會合。當時羅馬正進行第三次布匿戰爭。:vi-vii而後他目睹小西庇阿對迦太基的圍攻及摧毀。:124

## 著作
- 波利比烏斯早年著作有《菲洛波義曼生平》、《論戰略》，現已亡佚。
- 其著作《歷史》原書40卷，只有前5卷傳世，其餘則為節錄。該書主要記述羅馬共和國的興起而成為世界級國家的經過。[2]:124本書主要涵蓋自漢尼拔戰爭起的前220年到前167年，[1]:vii-ix後來又增加十書，將內容延伸到前145年。[1]:ix臺灣正體中文翻譯版有成功大學歷史系教授翁嘉聲所翻譯的《羅馬帝國的崛起》，於2012年出版。